# Moran Mazor
Moran Mazor (hebreiska: מורן מזור), född 17 maj 1991, är en israelisk sångerska.

## Eurovision
Den 7 mars 2013 blev det klart att hon kommer att representera Israel i Eurovision Song Contest 2013 med låten "Rak bishvilo".